# Elvis in Person at the International Hotel
Elvis in Person at the International Hotel, Las Vegas, Nevada (с англ. — «Элвис на концерте в отеле «Интернэшнл», Лас-Вегас, Невада») — первый концертный альбом американского певца Элвиса Пресли. Первоначально пластинка с записью концерта входила в двойной альбом From Memphis to Vegas / From Vegas to Memphis (1969; вторая пластинка была студийным альбомом Back in Memphis). Отдельное издание альбома вышло в октябре 1970 года; с тех пор два альбома издаются всегда раздельно. Двойной альбом занял 12-е место в американском хит-параде.

## Обзор
На альбоме представлены выборочные записи с выступлений Пресли в августе 1969 года в отеле «Интернациональ» в Лас-Вегасе. Весной 1969 года Пресли подписал контракт на сезонные выступления в отеле на 4 года (сезон длился месяц; выступления проходили дважды в день). Летний сезон Пресли открыл 31 июля 1969 года: до этого Пресли давал концерт в последний раз в марте 1961 года (если не считать телешоу 1968 года). RCA Records записало по меньшей мере 10 концертов в том сезоне, если не все. На альбом вошли песни, записанные 22, 24, 25 и 26 августа 1969; они были смонтированы таким образом и в такой последовательности, чтобы создавалось впечатление целиком записанного концерта.
Концерт состоит из двух условных частей: в первой Пресли исполняет старые хиты 1950-х гг. («Blue Suede Shoes», «Hound Dog», «Johnny B. Goode» и др.), а во второй свой новый репертуар («Suspicious Minds», «In the Ghetto», песня Bee Gees «Words»). Выступление заканчивается «Can’t Help Falling In Love» из кинофильма «Голубые Гавайи», которой Пресли закрывал все свои концерты в 1969—1977 гг. Следующие песни на альбоме не имеют студийных аналогов и существуют у Пресли только в концертном варианте: «Johnny B. Goode», «My Babe», «Tiger Man» и «Words».
Многие отмечают, что на этих своих первых за много лет концертов Пресли был в хорошем настроении и получал явное удовольствие (впоследствии, несмотря на сотни концертов ежегодно, Пресли несколько охладел к выступлениям, и их качество целиком зависело от переменчивого настроения певца). Поэтому выступления Пресли в этот свой первый концертный сезон (август 1969) расцениваются весьма высоко среди поклонников, и каждый выход альбома с записями этого периода ожидается с интересом. К настоящему времени официально выпущено ещё четыре альбома с (полными) концертами с этого сезона: «Live in Las Vegas» (2001; 1-й диск с концертом 24.08.69), «Elvis At The International» (2002; концерт 23.08.69), «All Shook Up» (2005; концерт 26.08.69) и «Viva Las Vegas» (2007; 2-й диск с концертом 21.08.69).

## Список композиций

### Оригинальная версия (1969)
1. Blue Suede Shoes
2. Johnny B. Goode
3. All Shook Up
4. Are You Lonesome Tonight?
5. Hound Dog
6. I Can’t Stop Loving You
7. My Babe
8. Mystery Train / Tiger Man
9. Words
10. In the Ghetto
11. Suspicious Minds
12. Can’t Help Falling In Love